# (1108) Demeter
(1108) Demeter es un asteroide que forma parte del cinturón de asteroides y fue descubierto el 31 de mayo de 1929 por Karl Wilhelm Reinmuth desde el observatorio de Heidelberg-Königstuhl, Alemania.

## Designación y nombre
Demeter recibió inicialmente la designación de 1929 KA.
Más adelante se nombró por Deméter, una diosa de la mitología griega.

## Características orbitales
Demeter está situado a una distancia media de 2,429 ua del Sol, pudiendo alejarse hasta 3,051 ua y acercarse hasta 1,807 ua. Tiene una excentricidad de 0,2562 y una inclinación orbital de 24,9°. Emplea en completar una órbita alrededor del Sol 1383 días.